# باریس (مصر)
باریس (به عربی: باریس) یک شهر و واحه در مصر است که در استان وادی‌الجدید واقع شده‌است.